# Johann Brabender
Johann Brabender (* 1498/99 in Münster; † 1561/62 ebenda) war ein deutscher Bildhauer des Spätmittelalters.
Seine Werke der Spätgotik im Übergang zur Renaissance befinden sich in Westfalen und Norddeutschland, vornehmlich in Münster, Osnabrück und Hildesheim. Anders als sein Vater Heinrich Brabender, der ausschließlich in Stein arbeitete, schuf Johann Brabender Werke aus Stein und Holz.

## Leben
Johann Brabender war der Sohn des Bildhauers Heinrich Brabender (* um 1475; † um 1537), der seine Werkstatt mit Ausnahme der Jahre 1534/35 während des Täuferreichs in Münster hatte. Die Herkunft der Familie ist nicht belegt. Sein Vater wurde auch als Hinrich Beldensnyder alias Brabant genannt, was auf dessen Herkunft oder die seiner Vorfahren aus dem Herzogtum Brabant hindeuten könnte. Heinrich Brabender und seine Frau Elisabeth hatten zwei Söhne, Johann Brabender und Franz Brabender († 1556), die beide wie der Vater Bildhauer wurden.
Johann Brabenders Großvater könnte der 1475 im Bürgerbuch von Münster als Arzt genannte Mester Henrich von Brabant gewesen sein, der mit seiner Frau Alheidis in diesem Jahr in Münster eingebürgert wurde und vermutlich aus Coesfeld zugezogen war. Möglicherweise war sein Urgroßvater der Steinbicker Cope Brabant, der 1561 in Coesfeld ansässig war und dessen Name Brabant auf die Herkunft aus dem heutigen Belgien hindeutet.
Die Werkstatt des Vaters lag im Kirchspiel St. Martini in der Wegesende Nr. 5 am Ende einer Sackgasse zur Aa. Wann Johann Brabender in die Werkstatt seines Vaters eintrat, ist nicht bekannt. Nach seiner Lehrzeit könnten ihn seine Wanderjahre in die Niederlande geführt haben. Möglicherweise war er auch ein Schüler Evert van Rodens, dessen große Bildhauerwerkstatt in Münster zwischen 1485 und 1517 belegt ist. Das erste Werk, das Johann Brabender durch sein Meisterzeichen persönlich zugeordnet wird, stammt von 1534/35. Es ist eine Darstellung des Ecce homo auf dem Epitaph des Kanonikers Berthold Bischopinck († 1534) in der St. Mauritz-Kirche in Münster.
Johann Brabender heiratete Juliane Schroderken, die eigenes Vermögen wie den Teil einer Immobilie in der Bergstraße besaß. Sie war die natürliche Tochter von Gerhard Schroderken, der als Kanoniker, Thesaurar und Bursner im Stift „Alter Dom“ am St.-Paulus-Dom in Münster tätig war und wie seine Brüder, der Domdechant Franz Schroderken und der Wandschneider, Kurgenosse und Ratsherr Jasper Schroderken, zu den Honoratioren der Stadt gehörte. Ihre Tante Anna war mit dem Ratsherrn Gerd Kibbenbrock verheiratet gewesen, der 1534 täuferischer Bürgermeister war und nach der Rückeroberung der Stadt durch die Truppen Franz von Waldecks von dessen Söldnern erschlagen wurde.
Mit Juliane Schroderken hatte Johann Brabender drei Kinder, die Söhne Jasper und Johann und die Tochter Clara. Zum Haushalt gehörte mindestens zeitweilig auch seine Schwägerin, Julianes ledige Schwester Merrie († 1560). Sie verfasste ihr Testament 1550 in des voirbenompten Meister Johan Beldensnyders gewohntlicher wonstedde in der Wegesenden. In ihrem Testament bedachte sie Juliane umb ehres velfoltigen dienstz willen als Haupterbin. Sie hinterließ Juliane ehre huyß, und hoiff, mit dem halven spyker (..) an der Berchstraithen. 
Um 1537 übernahm Johann Brabender die Werkstatt seines Vaters.
Für seinen Bruder Franz, der ebenfalls Bildhauer war, ist keine eigene Werkstatt nachgewiesen. Er arbeitete wahrscheinlich in der seines Bruders.
Johann Brabenders Werkstatt florierte, zumal nach dem Bildersturm in der Zeit des Täuferreichs viele Kunstwerke in den Kirchen Münsters zerstört oder beschädigt worden waren und ersetzt werden mussten. So waren Skulpturen seines Vaters, die vermutlich im Frühjahr 1534 von vandalierenden Täufern abgeschlagen worden waren, dazu benutzt, die Befestigungsanlagen zu verstärken. Sie wurden erst 1897/1898 bei gezielten Grabungen am ehemaligen Kreuztor freigelegt.
Wie sein Vater spielte Johann Brabender eine Rolle im öffentlichen Leben der Stadt Münster. In der Steinhauergilde hatte er 1558 das Amt des Scheffers inne und unterstützte in dieser Funktion den Ältermann bei der Verwaltung der Finanzen. 1656 vertrat er als Gildemeister die Interessen der Steinhauer in der Gesamtgilde. In das politische Geschehen der Stadt war er eingebunden, als er 1560 zum Kurgenossen der Martini-Leischaft gewählt wurde und als solcher den Rat der Stadt mit wählte. Seine Zugehörigkeit zur Bruderschaft Unserer Lieben Frau und St. Johannis, die seit 1538 belegt ist, band ihn in ein soziales Netzwerk ein. In der Bruderschaft hatte er verschiedene Ämter inne, darunter die des Scheffers, des Hausherrn und des Oberluden. Durch seine Ämter gehörte er wie schon sein Vater vor ihm zur zweiten gesellschaftlichen Führungsschicht der Stadt. Diesen Status erreichten seine Kinder, auch der Bildhauer Jasper, nicht mehr.
Die drei Kinder Johann und Juliane Brabenders waren bei seinem Tod noch nicht volljährig. Der Rat der Stadt Münster bestimmte 1564 zwei Mitglieder der Bruderschaft Unserer Lieben Frau und St. Johannis zum Vormund der Kinder. Es waren Gerdt Billick, bei dem es sich um einen Eisenschmied gehandelt haben dürfte, und der Stadtmaurermeister Jakob Grolle. Die Witwe Juliane Brabender verwaltete die Werkstatt, bis der Sohn Jasper (auch Casper) sie als Meister übernehmen konnte.

## Werke
Johann Brabenders Arbeiten sind von der westfälischen Bildhauertradition beeinflusst, nehmen aber Elemente der Renaissance auf und sind dabei eigenständig und unverwechselbar. Seiner Werkstatt gehörten neben dem Bruder Franz weitere Steinbildhauer und Holzschnitzer an. Mindestens drei Hauptmitarbeiter, die namentlich nicht bekannt sind, dürften in seiner Werkstatt gearbeitet haben.

### Münster
Im ersten Jahrzehnt seines Schaffens bis etwa Mitte der 1540er Jahre arbeitete Johann Brabender meist für Münster, das viele Werke durch die Täuferzeit verloren hatte, sowie für das Umland.
Zu den umfangreichsten Aufgaben Brabenders und seiner Werkstatt gehörte der hochgotische Hallenlettner des St.-Paulus-Doms in Münster, der um 1536 begonnen und aus Baumberger Sandstein gefertigt wurde. Er war ursprünglich farbig gefasst. Vermutlich integrierte Brabender Teile eines früheren Lettners, der in der Zeit des Münsterschen Täuferreichs zerstört wurde. 1542 war der Lettner vollendet. Er wurde 1870 abgebrochen, nachdem es bereits 1849 Überlegungen darüber gegeben hatte, da er dem Gottesdienst hinderlich sei und die Teilnahme des Publikums am Gottesdienste zum größten Teil unmöglich mache. Gemeint war damit der Blick auf das Messopfer. Teile des Lettners wurden im Kreuzgang und in den Kapellen des Doms gelagert, bis sie 1909 als Leihgabe an das Westfälische Provinzialmuseum, heute LWL-Landesmuseum für Kunst und Kulturgeschichte, ging. Er wurde während des Zweiten Weltkriegs in der Nacht zum 9. Juli 1941 beschädigt und ab 2004 im Lichthof des Landesmuseums teilrekonstruiert.
Am Paradies des Doms befindet sich der Heilige Paulus von 1535 bis 1540 aus Baumberger Sandstein. Als bedeutendes Werk Johann Brabenders wird der Sündenfall vom Paradies des Doms angesehen, das vermutlich vom Domherrn Dietrich von Meschede († 1545) gestiftet wurde. Die Sündenfall-Gruppe, 1545 bis 1540 entstanden, wurde 1864 von der Paradiesportalaußenwand abgenommen und befindet sich seit 1973 im Westfälischen Landesmuseum.
Nicht erhalten ist das mehr als 13 Meter hohe Sakramentshaus aus Brabenders Werkstatt (um 1536/1537) des Doms. Es wurde im Zweiten Weltkrieg zerstört, bis auf einen Schaftring, der in der Domkammer verwahrt wird. Als Sakramentshaus im Dom wird heute das Repositorium der Heiligen Öle (um 1536 36) aus Brabenders Werkstatt benutzt, das ursprünglich am Südostpfeiler des Chorjochs stand und 1983 am nordöstlichen Pfeiler der Vierung aufgestellt wurde.
Die zwischen 1536 und 1550 entstandenen Skulpturen des Apostelgangs aus Baumberger Sandstein weisen noch Reste der ursprünglichen Farbigkeit auf, ebenso der Kreuzigungsaltar (um 1540/50) des Doms, der zum Inventar des Landesmuseums gehört. In der Marienkapelle des St. Paulus-Doms befindet sich das Epitaph des Weihbischofs Johannes Bischopinck († 1543) aus Baumberger Sandstein mit der Anbetung der Heiligen Drei Könige. 1953 wurde die Standfigur von Katharina von Alexandrien (um 1540) aus Baumberger Sandstein wieder an ihrem ursprünglichen Ort an einem Mittelschiffpfeiler im Langschiff des Doms aufgestellt, nachdem sie 1883 über dem Zugang zur Sakramentskapelle angebracht worden war. Sie ist ebenso farbig gefasst wie das Epitaph des Domdechanten Theodor von Schade († 1521), das 1540/45 entstand und sich am Nordwestpfeiler des Mittelschiffs, wahrscheinlich dem Originalstandort, befindet.
Der Mittelteil des Epitaphaltars des Domherrn Melchior von Büren d. Ä. († 1546)
kam über verschiedene Stationen als Leihgabe des Westfälischen Landesmuseums 1989 wieder in den St. Paulus-Dom zurück, wo er sich jetzt in der Kreuzkapelle befindet. Melchior von Büren hatte für den Dom den Johannes-Paulus-Altar gestiftet, dessen Apostelfiguren nach dem Abbruch des Altars im 17. Jahrhundert zunächst nach Mesum kamen und sich seit dem frühen 20. Jahrhundert im Landesmuseum befinden.
In der Pfarrkirche Lambertikirche St. Lamberti in Münster ist eine Kreuzigungsgruppe (um 1540/50) erhalten, an der auch Franz Brabender mitarbeitete. Sie befindet sich am Nordwestpfeiler des Turms.
Nicht erhalten ist der Kamin im Heeremanschen Hof in der Königsstraße in Münster aus der Zeit um 1540.

### Osnabrück
Aus Osnabrück bekam Johann Brabender den Auftrag für den Taufstein der St. Marienkirche sowie das Epitaph für Johannes Mellinghaus († 1561), den Dechanten der St.-Johanniskirche. Sie gehören zu seinem Spätwerk und entstanden 1560, kurz vor seinem Tod. Das Epitaph hatte Mellinghaus selbst in Auftrag gegeben.

### Hildesheim

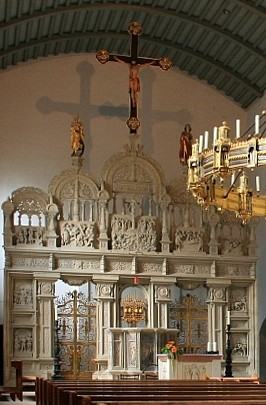
Domlettner in Hildesheim

In Hildesheim fertigte Johann Brabender den Kanzellettner des Hildesheimer Doms an, den der Domherr Arnold Freytag († 1546) für 2.000 Goldflorin gestiftet hatte. Er ist stärker als andere Arbeiten Brabenders von der Renaissance geprägt. Der Lettner wurde 1942 demontiert und 1960/61 in der St. Antoniuskirche wieder aufgebaut. Zum Lettner gehörte auch das Triumphkreuz, das sich ebenfalls in der St. Antoniuskirche befindet.

### Andere Orte
Von seinem üblichen Programm abweichend schuf Johann Brabender in den 1550er Jahren einen Kamin, der sich im Gartensaal des Schlosses Drensteinfurt befindet, sowie einen Erker des Schlosses Burgsteinfurt. Ein Kreuzigungsrelief aus der Zeit um 1530/40, das sich in einem Bildstock zwischen Hohenholte und Altenberge befunden hatte, wurde nach der Restaurierung wieder in der Pfarrkirche St. Georg in Hohenholte, der früheren Klosterkirche, angebracht. Dort wurde auch das Epitaph der Priorin Richmond von Warendorp († 1503) untergebracht, das sich in einem Bildhäuschen befunden hatte.
In der ehemaligen Klosterkirche des Klosters Marienfeld sind eine Kreuzigungsgruppe, an der auch Johann Brabenders Bruder Franz mitarbeitete, aus den späten 30er Jahren des 16. Jahrhunderts sowie eine Mondsichelmadonna aus der Zeit um 1545/50 erhalten. Die Figuren der Heiligen Anna, Dorothea und Elisabeth (um 1540/50), die Brabender und seine Werkstatt für das 1803 aufgehobene Kloster Marienfeld schufen, befinden sich in Privatbesitz.
Erst in jüngerer Zeit wurde Brabender die Kreuzigungsgruppe (um 1540) der Pfarrkirche St. Martin in Benninghausen zugeschrieben. Sie war 1914 von Anton Mormann aus Wiedenbrück restauriert worden. In Südkirchen befindet sich die Figurengruppe der Anna Selbdritt (um 1540) in der Pfarrkirche St. Martin. Die Renaissance-Kuppa des Taufsteins der Propsteikirche St. Georg in Vechta auf einem spätgotischen Schaft schuf Brabender um 1540.
Um 1557 schuf Johann Brabender die Grabfigur des Grafen Konrad von Tecklenburg († 1557), den letzten Tecklenburger Grafen des Hauses Schwerin. Das Grabmal befindet sich in der evangelischen Pfarrkirche von Tecklenburg.